# Charleston Battery
Il Charleston Battery è una società calcistica statunitense con sede a Charleston (Carolina del Sud) e che disputa le proprie gare casalinghe presso il Patriots Point Soccer Complex di Mount Pleasant, impianto da 5.000 posti a sedere. Assieme ai Richmond Kickers detiene il record di club professionistico più antico degli Stati Uniti a non aver mai sospeso le attività.
Attualmente milita nella USL Championship, secondo livello del calcio americano.

## Storia
Il club venne fondato nel 1993 da un gruppo di imprenditori appassionati di calcio guidati da Tony Bakker, un londinese proprietario dell'azienda di software Blackbaud. In quell'anno la squadra cominciò a militare nella Seconda Divisione dell'USISL, la lega che dal 1995 è nota come USL.
Il club vinse il suo primo titolo di Seconda Divisione nel 1996 dopo aver battuto in finale gli Charlotte Eagles per 3-2 agli shootout.
Nel 1997, il Battery si iscrisse alla A-League (successivamente nota come USL First Division), all'epoca il campionato statunitense più importante dopo la Major League Soccer.
Nel 1999 la società portò a compimento i lavori di costruzione del suo nuovo stadio, all'epoca chiamato Blackbaud Stadium, diventando così il primo club statunitense a costruire il proprio stadio specifico per il calcio senza ricorrere a fondi pubblici.
Nel 2003, a distanza di sette anni dall'ultimo titolo vinto, la squadra di Charleston si aggiudicò il campionato sconfiggendo il Minnesota Thunder con un netto 3-0.
Nel 2008, il Charleston Battery fu protagonista di ottime prestazioni nella U.S. Open Cup: dopo aver battuto i dilettanti del New Stars e gli Charlotte Eagles ai primi due turni, la squadra eliminò le franchigie MLS della Houston Dynamo e del Dallas prima di vincere ai rigori la semifinale contro i Seattle Sounders, all'epoca ancora membri della USL First Division. Nella finale disputata il 3 settembre presso l'RFK Stadium di Washington, il Battery dovette però piegarsi ai padroni di casa del D.C. United con il risultato finale di 2-1. In ogni caso, la squadra di Charleston rimane ad oggi l'ultima squadra non militante in MLS ad aver raggiunto la finale della coppa nazionale statunitense.
Nel 2010, il club declinò l'invito ricevuto di entrare a far parte della NASL e preferì anzi scendere di categoria e riunirsi alla USL Second Division, di cui rimase in vetta alla classifica per l'intera stagione e vinse il titolo dopo aver sconfitto in finale i Richmond Kickers per 2-1. Si trattava del terzo titolo conquistato nella storia del club. Il capocannoniere della squadra Lamar Neagle risultò essere anche capocannoniere del campionato e fu dichiarato MVP, mentre l'allenatore Michael Anhaeuser fu nominato miglior allenatore.
Nel 2011, il club fu membro fondatore della neonata USL Pro. La stagione successiva (2012) il Charleston Battery, dopo aver concluso la stagione regolare al terzo posto, vinse il quarto titolo della sua storia sconfiggendo in finale i Wilmington Hammerheads per 1-0.
Negli anni successivi, la società raggiunse diversi accordi annuali di affiliazione con franchigie MLS: nel 2014 i gialloneri strinsero un accordo con i Vancouver Whitecaps, nel 2015 fu il turno della Houston Dynamo, mentre invece l'anno successivo fu la volta dell'Atlanta United.
Nel febbraio 2016 fu annunciata la cessione del club ad un gruppo denominato B Sports Entertainment.
Nell'ottobre 2019 fu annunciata la vendita della società ad un gruppo denominato HCFC e capitanato dall'impresario Rob Salvatore. I nuovi proprietari vendettero il vecchio stadio per circa 6 milioni di dollari e annunciarono che, dalla stagione 2020 in avanti, la squadra avrebbe giocato in casa presso il Patriots Point Soccer Complex, più vicino al centro della città.

## Cronistoria
| Anno | League              | Reg. Season       | Playoff                 | Open Cup         |
| ---- | ------------------- | ----------------- | ----------------------- | ---------------- |
| 1993 | USL Second Division | 5° Atlantic       | Play-in Game            | Non partecipa    |
| 1994 | USL Second Division | 2° Atlantic       | Semifinale              | Non partecipa    |
| 1995 | USL Second Division | 1° Atlantic       | Semifinale di divisione | Non qualificato  |
| 1996 | USL Second Division | 2° South Atlantic | Campione                | Non qualificato  |
| 1997 | A-League            | 4° Atlantic       | Finale di divisione     | Non qualificato  |
| 1998 | A-League            | 4° Atlantic       | Quarti di finale        | Non qualificato  |
| 1999 | A-League            | 3° Atlantic       | Quarti di finale        | Semifinale       |
| 2000 | A-League            | 1° Atlantic       | Semifinale              | 2º turno         |
| 2001 | A-League            | 2° Central        | 1º turno                | 3º turno         |
| 2002 | A-League            | 1° Southeast      | Semifinale              | 3º turno         |
| 2003 | A-League            | 1° Southeast      | Campione                | Non qualificato  |
| 2004 | A-League            | 8° Eastern        | Non qualificato         | Semifinale       |
| 2005 | USL First Division  | 9°                | Non qualificato         | 2º turno         |
| 2006 | USL First Division  | 3°                | Semifinale              | Ottavi di finale |
| 2007 | USL First Division  | 10°               | Non qualificato         | Quarti di finale |
| 2008 | USL First Division  | 5°                | Quarti di finale        | Finale           |
| 2009 | USL First Division  | 4°                | Quarti di finale        | Quarti di finale |
| 2010 | USL Second Division | 1°                | Campione                | Quarti di finale |
| 2011 | USL Pro             | 4° American       | Quarti di finale        | 2º turno         |
| 2012 | USL Pro             | 3°                | Campione                | 3º turno         |
| 2013 | USL Pro             | 3°                | Semifinale              | Ottavi di finale |
| 2014 | USL Pro             | 5°                | Quarti di finale        | 3º turno         |
| 2015 | USL                 | 3° Eastern        | Quarti di finale        | Ottavi di finale |
| 2016 | USL                 | 6° Eastern        | Quarti di finale        | 3º turno         |
| 2017 | USL                 | 2° Eastern        | Ottavi di finale        | 4º turno         |
| 2018 | USL                 | 4° Eastern        | Ottavi di finale        | 4º turno         |
| 2019 | USL Championship    | 9° Eastern        | Ottavi di finale        | 4º turno         |
| 2020 | USL Championship    | 2º Gruppo H       | Quarti di finale        | Cancellata       |

## Colori e simboli

### Colori
I colori della maglia del Charleston Battery sono il giallo ed il nero.
| Prima 2017 | Seconda 2017 | Alternativa 2017 |

### Simboli ufficiali

#### Stemma
Fino al 2019 il simbolo del Charleston Battery è stato composto da uno scudo con le strisce gialle e nere e caratterizzato da una coppia di cannoni incrociati di artiglieria (che alludono alla storia navale della città durante la Guerra d'indipendenza americana e nella Guerra di secessione americana) con l'aggiunta di un pallone da calcio.
Il 13 febbraio 2019, il club ha cambiato lo stemma: ora è composto da uno scudo circolare nero, da una coppia di cannoni incrociati di colore giallo e una mezzaluna, oltre che dal nome della città e dall'anno di fondazione del club, il 1993.

## Strutture

### Stadio
Il Battery disputò le prime sei stagioni presso lo Stoney Field, impianto del centro cittadino condiviso con altre squadre scolastiche e collegiali. A partire dal 1999, il club ha giocato le partite casalinghe al Blackbaud Stadium, stadio da 5.100 posti a sedere nonché il primo impianto costruito specificatamente per il calcio per una squadra non militante nella Major League Soccer nonché il primo nella storia degli Stati Uniti ad essere finanziato con fondi esclusivamente privati.
In seguito alla vendita del Blackbaud Stadium per 6 milioni di dollari, il Charleston Battery ha trovato casa presso il Patriots Point Sports Complex, nel comune di Mount Pleasant, a partire dalla stagione 2020.

## Rivalità

### Coffee Pot Cup
I Battery si contendono la Coffee Pot Cup ogni volta che incontrano il team rivale del DC United. Il trofeo è stato ideato dalle due tifoserie.

## Rosa 2020
| N. |                              | Ruolo | Calciatore        |
| -- | ---------------------------- | ----- | ----------------- |
| 1  | Stati Uniti (bandiera)       | P     | Philip Breno      |
| 3  | Stati Uniti (bandiera)       | D     | Kyle Nelson       |
| 4  | Giamaica (bandiera)          | D     | Rennico Clarke    |
| 5  | Trinidad e Tobago (bandiera) | D     | Leland Archer     |
| 6  | Scozia (bandiera)            | C     | Robert Crawford   |
| 7  | Guatemala (bandiera)         | C     | Nico Rittmeyer    |
| 8  | Panama (bandiera)            | C     | Romario Piggott   |
| 9  | Stati Uniti (bandiera)       | A     | Arthur Bosua      |
| 10 | Bermuda (bandiera)           | C     | Zeiko Lewis       |
| 11 | Giamaica (bandiera)          | A     | Nicque Daley      |
| 12 | Stati Uniti (bandiera)       | D     | Deshawon Nembhard |
| 14 | Stati Uniti (bandiera)       | C     | Jarad van Schaik  |
| 17 | Stati Uniti (bandiera)       | D     | Logan Gdula       |
| 18 | Stati Uniti (bandiera)       | A     | Jesus Ibarra      |
| 19 | Stati Uniti (bandiera)       | C     | Dante Marini      |

| N. |                              | Ruolo | Calciatore           |
| -- | ---------------------------- | ----- | -------------------- |
| 20 | Grenada (bandiera)           | D     | AJ Paterson          |
| 21 | Honduras (bandiera)          | C     | Angelo Kelly-Rosales |
| 26 | Trinidad e Tobago (bandiera) | C     | Kierron Mason        |
|    | Trinidad e Tobago (bandiera) | A     | Ataullah Guerra      |
|    | Giamaica (bandiera)          | D     | O'Brian Woodbine     |
|    | Italia (bandiera)            | C     | Vincenzo Candela     |
|    | Giappone (bandiera)          | C     | Kotaro Higashi       |
|    | Stati Uniti (bandiera)       | C     | Ian Svantesson       |
|    | Stati Uniti (bandiera)       | D     | Jay Bolt             |
|    | Stati Uniti (bandiera)       | C     | James Cox            |
|    | Nigeria (bandiera)           | D     | Temi Adesodun        |
|    | Stati Uniti (bandiera)       | C     | Evan Posnanski       |
|    | Stati Uniti (bandiera)       | P     | Darian McCauley      |
|    | Stati Uniti (bandiera)       | C     | Mauro Cichero        |

## Palmarès

### Competizioni nazionali
- USL Championship: 1

2012
- USL First Division: 1

2003
- USL Second Division: 2

1996, 2010

### Altri piazzamenti
- Lamar Hunt U.S. Open Cup:

Finalista: 2008
Semifinalista: 1999, 2004